# Вандерлей Перейра
Вандерлей Перейра (порт. Wanderley Pereira; 2 травня 2001) — бразильський боксер, призер чемпіонату світу та Панамериканських ігор, чемпіон Південноамериканських ігор.

## Аматорська кар'єра
На чемпіонаті світу 2021 програв в першому бою Йоенлісу Ернандесу (Куба).
На Південноамериканських іграх 2022 став чемпіоном, здобувши перемогу над трьома суперниками.
На чемпіонаті світу 2023 став срібним призером.
- В 1/16 фіналу переміг Фахада Аль-Хуна (ОАЕ) — RSC
- В 1/8 фіналу переміг Нурканата Раїса (Казахстан) — 5-0
- У чвертьфіналі переміг Каллума Піттерса (Австралія) — 4-3
- У півфіналі переміг Алохона Абдуллаєва (Узбекистан) — 4-1
- У фіналі програв Йоенлісу Ернандесу (Куба) — 0-5

На Панамериканських іграх 2023 здобув три перемоги, у фіналі програв Арлену Лопесу (Куба), став срібним призером і кваліфікувався на Олімпійські ігри 2024.
На Олімпійських іграх 2024 переміг Седріка Белоні-Дюльєпре (Гаїті) і програв Олександрові Хижняку (Україна).